# Kenton Vale
La ville de Kenton Vale est située dans le comté de Kenton, dans le Commonwealth du Kentucky, aux États-Unis. Sa population, qui s’élevait à 110 habitants lors du recensement de 2010, est estimée à 111 habitants au 1er juillet 2020.

## Source
- (en) Cet article est partiellement ou en totalité issu de l’article de Wikipédia en anglais intitulé « Kenton Vale, Kentucky » (voir la liste des auteurs).